# Саверн (округ)
Округ Саверн (фр. Arrondissement de Saverne) — округ у Франції, в департаменті Нижній Рейн. 2023 року округ об'єднував 162 муніципалітети, населення становило 129 811 особу.
Адміністративний центр (супрефектура) — Саверн.

## Склад
Округ включає в себе 6 кантонів:
| Кантон         | Площа, км² | Населення, осіб | Рік  | Адміністративний центр | Кількість муніципалітетів |
| -------------- | ---------- | --------------- | ---- | ---------------------- | ------------------------- |
| Буксвіллер     | 166,63     | 18368           | 1999 | Буксвіллер             | 19                        |
| Дрюлінген      | 163,97     | 11186           | 1999 | Дрюлінген              | 26                        |
| Ла-Петіт-П'єрр | 196,20     | 9960            | 1999 | Ла-Петіт-П'єрр         | 20                        |
| Мармутьє       | 122,58     | 10542           | 1999 | Мармутьє               | 25                        |
| Саверн         | 130,32     | 23650           | 1999 | Саверн                 | 18                        |
| Сар-Юніон      | 223,21     | 14503           | 1999 | Сар-Юніон              | 20                        |

## Населені пункти
Найбільші населені пункти округу з населенням понад 5 тисяч осіб:
| Муніципалітет | Населення, осіб | Рік  | Кантон |
| ------------- | --------------- | ---- | ------ |
| Саверн        | 11966           | 2007 | Саверн |

## Муніципалітети
Список муніципалітетів округу та їхні коди INSEE:
1. Адамсвіллер
2. Альтвіллер
3. Альтекендорф
4. Альтенайм
5. Андшуайм
6. Арскіршен
7. Ассвіллер
8. Аттмат
9. Бер
10. Берендорф
11. Берстет
12. Беттвіллер
13. Біссер
14. Бішольц
15. Боссельсозен
16. Боссендорф
17. Буксвіллер
18. Бюрбак
19. Бюсвіллер
20. Бюст
21. Бюттен
22. Вальдамбак
23. Вальдольвісайм
24. Вальтенайм-сюр-Зорн
25. Веєр
26. Веллердінген
27. Венбур
28. Венценайм-Кошерсберг
29. Веслінген
30. Вестуз-Мармутьє
31. Ветерсвіллер
32. Віверсайм
33. Вікерсайм-Вільсозен
34. Вільвісайм
35. Вільготтайм
36. Віммено
37. Вінген-сюр-Модер
38. Вінгерсайм-ле-Катр-Бан
39. Вольксберг
40. Вольфскіршен
41. Вольшайм
42. Гайсвіллер-Зеберсдорф
43. Герлінген
44. Готтенуз
45. Готтесайм
46. Грассендорф
47. Грисайм-сюр-Суффель
48. Гуженайм
49. Гюнвіллер
50. Делінген
51. Дембсталь
52. Денгсайм
53. Деттвіллер
54. Дідендорф
55. Дімеринген
56. Домфессель
57. Доссенайм-Кошерсберг
58. Доссенайм-сюр-Зенсель
59. Дрюлінген
60. Дюнценайм
61. Дюрнінген
62. Дюрстель
63. Ежен
64. Ейвіллер
65. Екартсвіллер
66. Енгвіллер
67. Енгвіллер
68. Енсбур
69. Енсінген
70. Ербіцайм
71. Еркартсвіллер
72. Ернольсайм-ле-Саверн
73. Еттендорф
74. Ешбур
75. Ешвіллер
76. Зіттерсайм
77. Інгенайм
78. Іршлан
79. Іссенозен
80. Іттенайм
81. Каценайм
82. Кескастель
83. Кінайм
84. Кіррберг
85. Кіррвіллер
86. Кленгефт
87. Кюттольсайм
88. Ла-Петіт-П'єрр
89. Ландерсайм
90. Ліксозен
91. Літтенайм
92. Ліштенберг
93. Лор
94. Лоренцен
95. Лошвіллер
96. Люпстен
97. Маквіллер
98. Мармутьє
99. Мельсайм
100. Менверсайм
101. Меннольсайм
102. Меншоффен
103. Монсвіллер
104. Мюлозен
105. Мюценуз
106. Невіллер-ле-Саверн
107. Негартайм-Іттленайм
108. Нідерсульцбак
109. Обермодерн-Зюцендорф
110. Оберсульцбак
111. Оермінген
112. Оттвіллер
113. Оттерсвіллер
114. Оттерсталь
115. Офранкенайм
116. Ошфельден
117. Петерсбак
118. Пренцайм
119. Пфальзвеєр
120. Пфюльгрисайм
121. Пюберг
122. Рацвіллер
123. Рексінген
124. Ренардсмюнстер
125. Ренгендорф
126. Репертсвіллер
127. Ретенбур
128. Римсдорф
129. Ровіллер
130. Рор
131. Ростег
132. Саверн
133. Сарр-Юніон
134. Саррверден
135. Сен-Жан-Саверн
136. Сессольсайм
137. Сівіллер
138. Сільцайм
139. Соммеро
140. Спарсбак
141. Стенбур
142. Стрют
143. Стюцайм-Оффенайм
144. Таль-Дрюлінген
145. Таль-Мармутьє
146. Тіффенбак
147. Трюштерсайм
148. Фессенайм-ле-Ба
149. Фридольсайм
150. Фромюль
151. Фюрденайм
152. Фюршозен
153. Шалькендорф
154. Швенайм
155. Швендрацайм
156. Шенбур
157. Шерленайм
158. Шиллерсдорф
159. Шнерсайм
160. Шоппертен
161. Юртігайм
162. Юттвіллер